# TeenAngels
I TeenAngels sono stati un gruppo musicale argentino formatosi durante la telenovela Teen Angels, composto da Peter Lanzani, Nicolás Riera, Gastón Dalmau, Lali Espósito e China Suárez, che nel 2011 ha lasciato il gruppo venendo sostituita da Rocío Igarzábal.

## Storia del gruppo
I TeenAngels si formano durante la prima stagione della telenovela dal titolo omonimo, il titolo originale è Casi Ángeles. La telenovela diventa in poco tempo una delle preferite dagli adolescenti in America Latina, Israele, Grecia, Macedonia, Ucraina, Svizzera e Italia. Viene trasmessa dal 21 marzo 2007 al 29 novembre 2010, con 579 episodi, ed ha vinto tre Premi Martín Fierro, due Premi Clarín e un Kids' Choice Awards Argentina.
Il gruppo è nato in seguito alla pubblicazione del primo album in studio intitolato TeenAngels 1, uscito il 17 aprile, che contiene le canzoni della prima stagione. Emilia Attias, Peter Lanzani, Gastón Dalmau, Nicolás Riera, China Suárez e Lali Espósito, sono gli interpreti principali dell'album, con la partecipazione speciale di Nicolás Vázquez. Il contenuto delle canzoni era legato agli eventi narrati nella telenovela e una di queste, Voy por más, divenne il primo e unico singolo. I primi spettacoli del tour si sono svolti per tutto il 2007 al Teatro Gran Rex di Buenos Aires, Argentina, come presentazione e supporto alla telenovela Casi Ángeles.
Il 18 gennaio 2008 iniziano con i loro primi spettacoli come gruppo indipendente, con il primo tour, chiamato Tour Teen Angels y Casi Ángeles, il primo concerto è a Punta del Este, Uruguay, e il 23 febbraio al Orfeo Superdomo a Córdoba in Argentina. Il 27 marzo, prima dell'uscita del nuovo album, si sono esibiti allo stadio Luna Park di Buenos Aires, per promuovere le nuove canzoni, immagini e personaggi della seconda stagione dei Teen Angels. Il 15 aprile è uscito il secondo album in studio, TeenAngels 2, l'album viene candidato ai Premios Gardel 2009 come miglior album colonna sonora di un film o serie TV. I singoli di questo album sono A ver si pueden e A decir que sí, la prima diventa la canzone più ascoltata della settimana in Argentina e Uruguay. Il 3 maggio l'album ottiene il disco di platino. A fine anno, firmano un contratto per la Coca-Cola, pubblicando la canzone e il video musicale, Hoy quiero.
Il 25 marzo 2009 viene diffuso come singolo Que nos volvamos a ver e il 7 aprile viene pubblicato il terzo album in studio, TeenAngels 3, diventando disco di platino dopo due settimane dall'uscita. L'album viene candidato ai Premios Gardel 2010 come miglior album colonna sonora di un film o serie TV.  Il 22 maggio viene pubblicato il singolo Vuelvo a casa, Pensando en vos il 1° luglio, cantata da Dalmau e Casi un sueño cantata da Pablo Martínez, uscita il 1° settembre. A settembre esce il video musicale di Cada vez que sale el sol, una cover della canzone del 1977 del cantante argentino Sergio Denis, per la nuova campagna della Coca-Cola. Il 27 settembre escono per la prima volta dal continente sudamericano e il 29 settembre sono in concerto in Spagna, a Madrid al Telefónica Flagship Store. Dal 4 ottobre al l'8 ottobre sono stati per la prima volta in Israele, per promuovere la telenovela e per fare un piccolo showcase al Yad-Eliyahu Arena nella città Tel Aviv. L'11 dicembre vincono nella categoria miglior artista argentino dei LOS40 Music Awards, e si sono esibiti al Palacio de Deportes de la Comunidad de Madrid. Il 13 dicembre arrivano in Italia, a Roma, per promuovere l'arrivo della telenovela su Cartoon Network, e per salutare i fan, ma senza fare nessun concerto. Con l'arrivo delle feste hanno registrato una canzone natalizia, Navidad, e il video musicale per la Coca-Cola e la sua campagna "La magia está con vos".
Il 21 marzo 2010 viene diffuso il singolo Vos ya sabés, già sigla della quarta stagione della telenovela, e il 31 marzo viene pubblicato il quarto album in studio, TeenAngels 4, che ottiene il disco d'oro lo stesso giorno. L'anno dopo viene candidato ai Premios Gardel come miglior album giovanile. Il 15 maggio viene pubblicato il singolo Miedo a perderte. Il 20 maggio esce in Brasile l'album Quase Anjos, con le canzoni della prima e seconda stagione, che contiene le versioni di  A ver si pueden (Vamos ver quem pode) e A decir que sí (Dizer que sim) in portoghese. Il 22 maggio partecipano a un'azione di beneficenza organizzata dalla rivista spagnola Bravo in collaborazione con la Biodiversity Foundation, a Madrid, in occasione della Giornata mondiale della biodiversità, per sensibilizzare sull'importanza di preservare la biodiversità. Lì hanno presentato in anteprima il video musicale Bravo por la tierra con l'obiettivo di sensibilizzare le persone in difesa del pianeta. Il 9 luglio viene pubblicato l'album compilation Teen Angels: La Historia. Il 19 luglio viene pubblicato il singolo Bravo por la tierra, seguito da Estoy aquí otra vez il 23 settembre. Il 7 dicembre termina il tour con la telenovela, con l'ultimo concerto a Junín, Buenos Aires, allo Stadio Eva Perón. Dal 2008 al 2010 sono stati in Argentina, Uruguay, Messico, Spagna, Israele, Perù e Cile. L'11 dicembre per il secondo anno consecutivo vincono il premio per il miglior artista argentino dei LOS40 Music Awards.

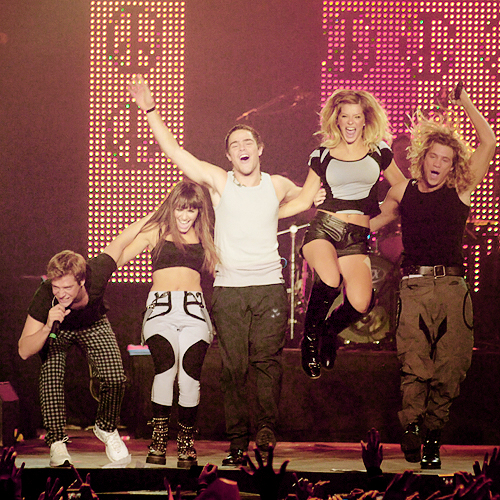
I TeenAngels in concerto nel 2010

### Dopo la telenovela, l'abbandono di Suárez e lo scioglimento del gruppo (2011-2012)
Il 14 gennaio 2011, Suárez su Twitter ha smentito le voci del suo abbandono, ma nonostante ciò tre giorni dopo, il 17 gennaio, ha dato la notizia che avrebbe lasciato il gruppo. Il suo posto è stato preso da Rocío Igarzábal, che nella telenovela interpretava Valeria Gutiérrez, e che aveva già partecipato agli album TeenAngels 3 e TeenAngels 4.
Durante l'anno, la nuova formazione presenta il nuovo tour, chiamato Teen Angels Tour, iniziato il 22 gennaio all'hotel Conrad di Punta del Este. Il 22 maggio nel Teatro Gran Rex, è stato registrato il video musicale della canzone Que llegue tu voz, uscito come singolo, il video musicale è stato pubblicato il 31 maggio, Il 5 luglio è uscito il quinto album in studio, TeenAngels 5. Il 25 agosto l'album viene classificato disco d'oro. Il 17 settembre è stato pubblicato il singolo e video musicale di Mírame, mírate, registrato alle Cascate dell'Iguazú, al Parco nazionale dell'Iguazú. La canzone è una cover della cantautrice messicana Natalia Lafourcade, contenuta nell'omonimo album del 2002. Il 12 novembre è uscito il singolo e video musicale di Loco, che mostrava il gruppo in un contesto più sensuale e maturo, è stato promozionato lo stesso giorno nel programma televisivo argentino La cocina del show. A ottobre il video musicale della canzone Que llegue tu voz viene candidato ai Premios Quiero nella categoria miglior video band. Il 31 ottobre vincono nella categoria cantante, gruppo o duo latino preferito dei Kids' Choice Awards Argentina 2011. Il 20 novembre hanno aperto il Femme Fatale Tour della cantante statunitense Britney Spears, in Argentina nello Stadio Città di La Plata. Il 13 dicembre si è svolto l'ultimo concerto del tour in Perù, Lima, per l'inaugurazione del canale televisivo Yups Channel di Cris Morena Group. Il tour si è esteso per gran parte dell'America Latina e Israele.

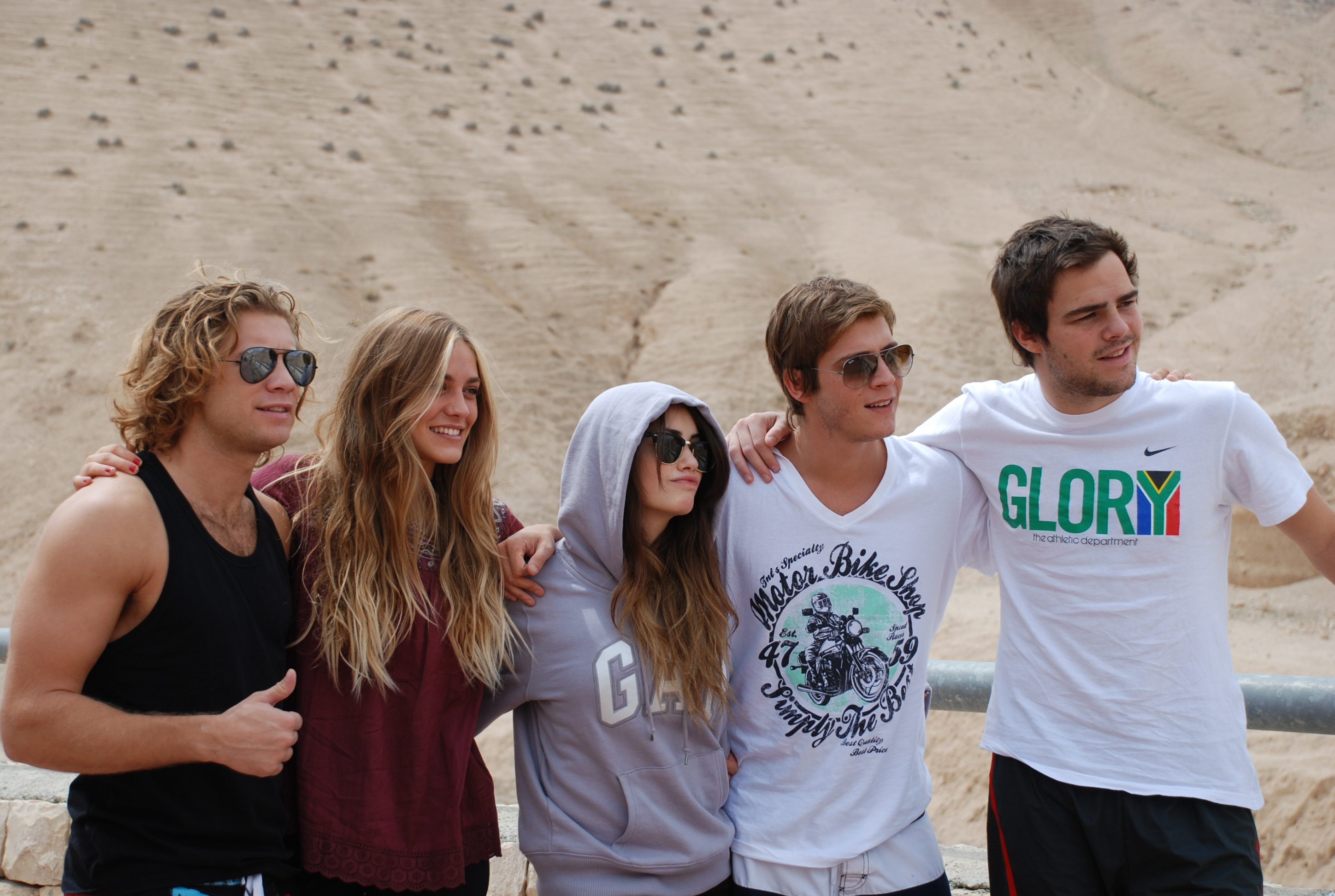
I TeenAngels nel 2011

Il 28 febbraio 2012, in una scena della telenovela Dulce amor, dove recitano Riera e Igarzábal, hanno cantato in duetto una nuova canzone che si chiama Integridad perfecta, che fa parte del nuovo album. A marzo il gruppo è stato in Brasile per fare un servizio fotografico per la rivista Caras. Il 27 marzo è uscito il singolo Teen Angels: la despedida, contenente la canzone Baja el telón, allegato al nuovo numero della rivista Caras, insieme al servizio fotografico che hanno fatto sull'isola in Brasile. Il 14 aprile è stato pubblicato come singolo la canzone Baja el telón con il video musicale, il 17 aprile è uscito il sesto ed ultimo album in studio, Teen Angels: La Despedida, con tre canzoni inedite, Baja el telón, Llega en forma de amor e Integridad perfecta. E con le canzoni degli album precedenti ma con la voce di Igarzábal. Il 16 giugno inizia l'ultimo tour Tour el Adiós. Il 26 giugno nella telenovela Dulce amor, compaiono per pochi episodi anche Espósito, Lanzani e Dalmau, e in un episodio tutti e cinque hanno cantato Llega en forma de amor e Baja el telón. Il 12 agosto si esibiscono all'evento benefico Un sol para los chicos, che raccoglie fondi destinati all'UNICEF Argentina. Il 10 settembre sono stato ospiti del talent show La Voz Argentina, dove hanno cantato Baja el telón e Llega en forma de amor. Hanno fatto 14 concerti presso il Teatro Gran Rex, e l'ultimo concerto al Orfeo Superdomo a Córdoba, l'8 ottobre. L'addio è stato in tendenza su Twitter con vari hashtag, il più commentato è stato #HastaSiempreTeenAngels.
Sono stati ospiti di vari programmi televisivi dove spiegavano il motivo della loro separazione, cioè che prima di tutto loro sono attori, che non dovrebbero più chiamarsi Teen Angels (perché avevano dai 21 anni in su, rispettivamente: Dalmau 28 anni, Riera, 27 anni, Espósito 20 anni, Lanzani, 21 anni, e Igarzábal 22 anni), e che vogliono prendere strade diverse, Espósito ha spiegato che le ragioni hanno a che fare con l'incompatibilità delle diverse carriere dei membri:

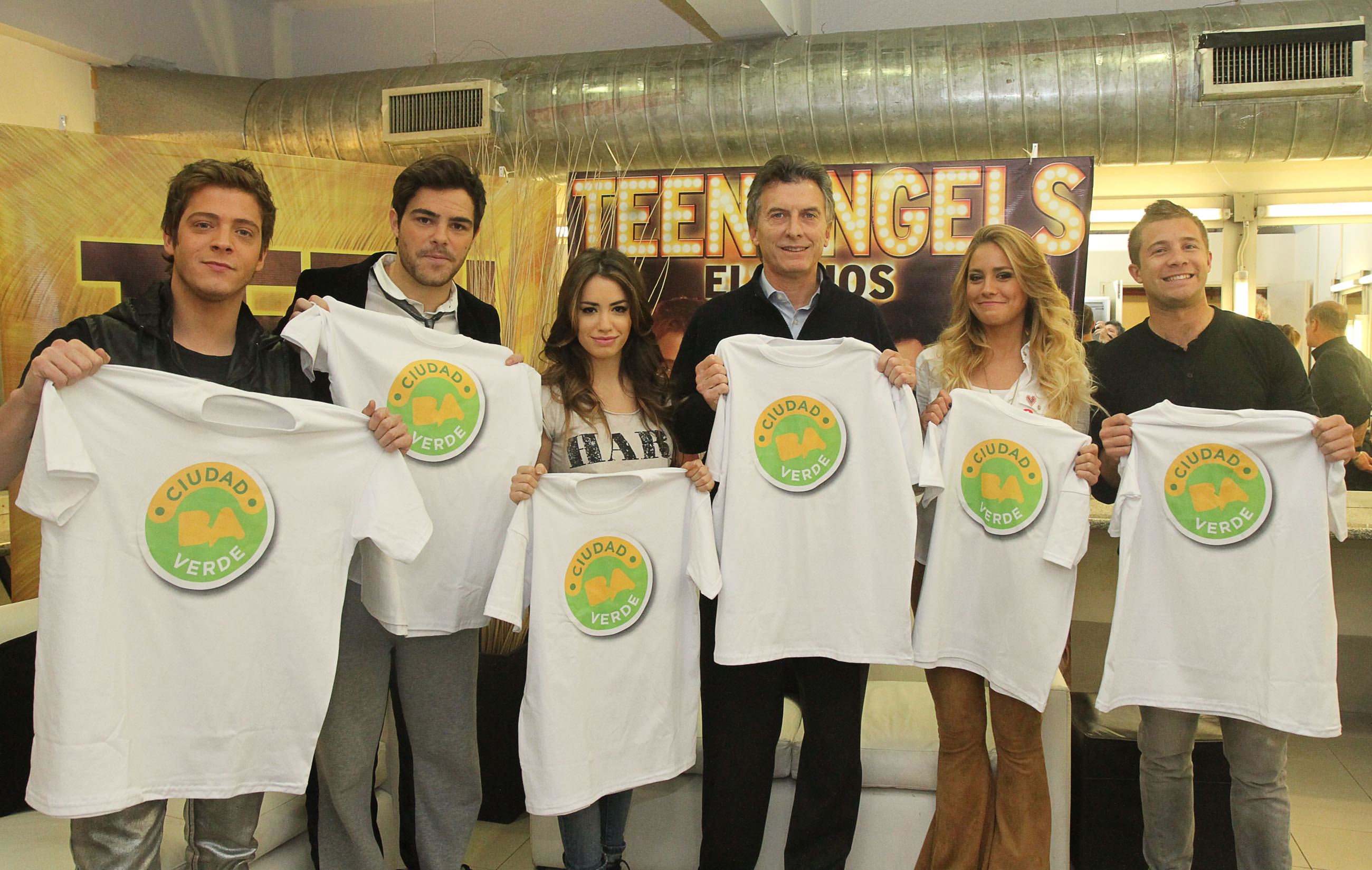
I TeenAngels nel 2012 con il politico argentino Mauricio Macri

Il 30 maggio 2013 è uscito nei cinema nelle sale argentine il film Teen Angels: el adiós 3D, in cui si può vedere il concerto nel Teatro Gran Rex registrato a luglio 2012, e commenti da parte del gruppo. Il 18 ottobre, il film vince nella categoria film preferito dei Nickelodeon Kids' Choice Awards Argentina.
Sono stati anche sponsor di molte aziende. Teen Angels è stato il volto di una grande quantità di prodotti, tra cui: articoli di cancelleria, poster, cartolina postale, linee di abbigliamento, profumi e altri prodotti sono stati lanciati durante la seconda e terza stagione. Il 23 aprile 2008 è stato aperto un negozio ufficiale, il Fans Store, che si trova nel centro commerciale Unicenter Shopping a Buenos Aires. Nel 2009 è stato lanciato un videogioco online gratuito di ballo chiamato Audition TeenAngels. Il gioco include canzoni del programma, abbigliamento dei personaggi e altri contenuti della telenovela. L'MMORPG è stato creato da Axeso 5.  Il 1º dicembre è stata lanciata una versione limitata del notebook Lenovo G450, che presenta un design ispirato alla telenovela, oltre a contenuti del programma sul suo disco rigido.

## Formazione
- Peter Lanzani – voce (2007–2012)
- Nicolás Riera – voce (2007–2012)
- Gastón Dalmau – voce (2007–2012)
- Lali Espósito – voce (2007–2012)
- Rocío Igarzábal – voce (2011–2012)

Ex membri
- China Suárez – voce (2007–2011)

## Discografia

### Album in studio
- 2007 – TeenAngels 1
- 2008 – TeenAngels 2
- 2009 – TeenAngels 3
- 2010 – TeenAngels 4
- 2011 – TeenAngels 5
- 2012 – Teen Angels: La Despedida

### EP
- 2008 – Coca-Cola Music
- 2009 – Coca-Cola La Magia Está Con Vos

### Singoli
- 2007 – Voy por más
- 2008 – A ver si pueden
- 2008 – A decir que sí
- 2008 – Hoy quiero
- 2009 – Que nos volvamos a ver
- 2009 – Vuelvo a casa
- 2009 – Cada vez que sale el sol
- 2009 – Navidad
- 2010 – Vos ya sabés
- 2010 – Miedo a perderte
- 2010 – Bravo por la tierra
- 2011 – Que llegue tu voz
- 2011 – Mírame, mírate
- 2011 – Loco
- 2012 – Llega en forma de amor
- 2012 – Baja el telón

### Raccolte
- 2010 – Teen Angels: La Historia
- 2010 – Grandes Éxitos

### Album dal vivo
- 2008 – Casi Ángeles en vivo teatro Gran Rex 2008
- 2009 – Casi Ángeles en vivo teatro Gran Rex 2009
- 2010 – Casi Ángeles en vivo en Israel

### Ristampe internazionali
- 2009 – Teen Angels: Edición Especial España
- 2010 – Quase Anjos

## Videografia
- 2007 – Casi Ángeles
- 2007 – Dos ojos[87]
- 2007 – Voy por más[88]
- 2007 – Reina gitana[89]
- 2007 – Escaparé[90]
- 2008 – Nenes bien[91]
- 2008 – A ver si pueden[92]
- 2008 – A decir que sí[93]
- 2008 – Señas tuyas[94]
- 2008 – Hay un lugar[95]
- 2008 – Un paso[96]
- 2008 – Nena[97]
- 2009 – Hoy quiero[98]
- 2009 – Que nos volvamos a ver[99]
- 2009 – Vuelvo a casa[100]
- 2009 – Pensando en vos
- 2009 – El lugar real
- 2009 – Casi un sueño[101]
- 2009 – Cada vez que sale el sol[102]
- 2009 – Navidad[103]
- 2010 – Vos ya sabés[104]
- 2010 – Miedo a perderte[105]
- 2010 – Bravo por la tierra[106]
- 2010 – Estoy aquí otra vez[107]
- 2011 – Que llegue tu voz[108]
- 2011 – Mírame, mírate[109]
- 2011 – Loco[110]
- 2012 – Baja el telón[111]
- 2012 – Integridad perfecta[112]

### DVD
- 2007 – Las coreos y los clips de Casi Ángeles
- 2007 – Casi Ángeles - Gran Rex
- 2008 – Las coreos y los clips de Casi Ángeles
- 2008 – Casi Ángeles - Gran Rex
- 2009 – Las coreos y los clips de Casi Ángeles
- 2009 – Casi Ángeles - Gran Rex
- 2010 – Las coreos y los clips de Casi Ángeles
- 2010 – Casi Ángeles - Gran Rex
- 2010 – Casi Ángeles en el teatro Gran Rex 2009
- 2010 – TeenAngels - La Historia
- 2011 – Las coreos y los clips de TeenAngels 2011

## Filmografia

### Cinema
- Teen Angels: el adiós 3D, regia di Juan Manuel Jiménez (2013)

### Televisione
- Dulce amor – serial TV (2012)

## Tournée
- 2008/10 – Tour Teen Angels y Casi Ángeles
- 2011 – Teen Angels Tour
- 2012 – Tour el Adiós

## Riconoscimenti
- Premios Gardel
  - 2009 – Candidatura al miglior album colonna sonora di un film o serie TV per TeenAngels 2[113]
  - 2010 – Candidatura al miglior album colonna sonora di un film o serie TV per TeenAngels 3[114]
  - 2011 – Candidatura al miglior album giovanile per TeenAngels 4[115]
- LOS40 Music Awards
  - 2009 – Miglior artista argentino[116]
  - 2010 – Miglior artista argentino[117]
- Premios Quiero
  - 2011 – Candidatura al miglior video band per Que llegue tu voz[118]
- Nickelodeon Kids' Choice Awards Argentina
  - 2011 – Cantante, gruppo o duo latino preferito[119]
  - 2013 – Film preferito per Teen Angels: el adiós 3D[120][121]